# Clinotettix jilinensis
Clinotettix jilinensis är en insektsart som beskrevs av Zheng och Ren 1996. Clinotettix jilinensis ingår i släktet Clinotettix och familjen torngräshoppor. Inga underarter finns listade i Catalogue of Life.